# Északi rókakuzu

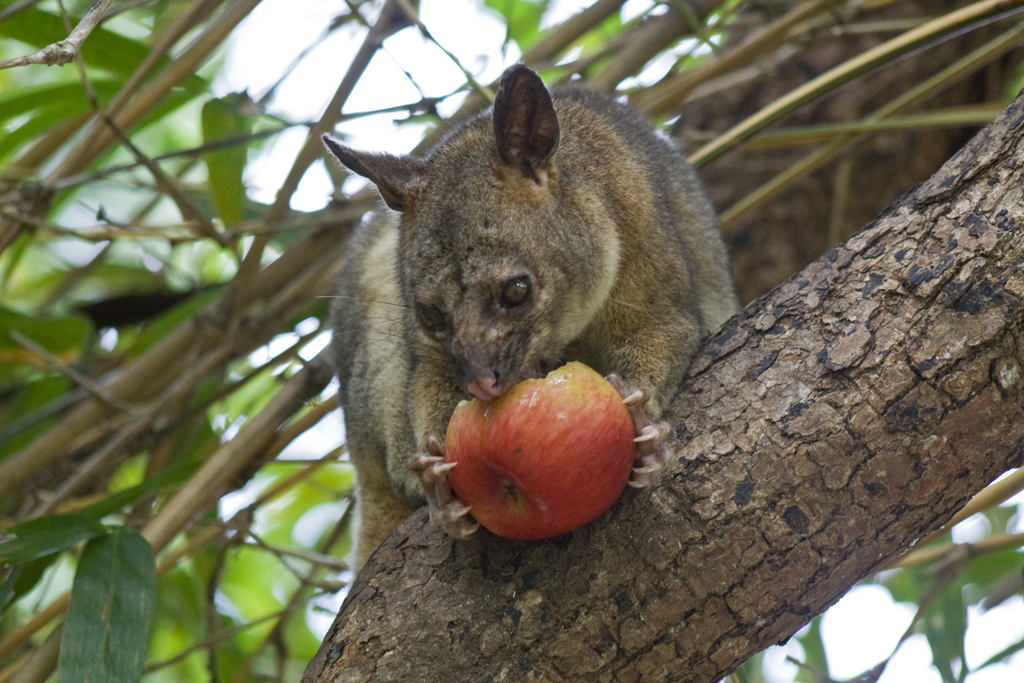
Egy kifejlett hím egy almát majszol.

Az északi rókakuzu (Trichosurus arnhemensis) az emlősök (Mammalia) osztályának Diprotodontia rendjébe, ezen belül a kuszkuszfélék (Phalangeridae) családjába tartozó faj.

## Elterjedése
Az ausztrál kontinens északi területén fordul elő.

## Megjelenése
A szőre szürke az orra rózsaszín. Testhossza 55 cm. Az északi rókakuzunak nincs bozontos farka.

## Életmódja
Gyümölcsöket, virágokat és magvakat fogyaszt. Az északi rókakuzu élettartama 15 év.

## Szaporodása
Vemhessége 17-18 nap, a nőstény kölyke 4-5 hónapig marad az erszényben.